# Перо Деспотовић
Перо Деспотовић (Доња Крћина, код Угљевика, 11. септембар 1954 — Бијељина, 25. фебруар 2022) био је пензионисани пуковник Војске Републике Српске. Био је командант Илиџанске бригаде, 2. мајевичке лаке пјешадијске бригаде, а потом и 1. мајевичке бригаде.

## Биографија
Гимназију је завршио 1973. у Бијељини, Војну академију копнене војске, смјер пјешадија, 1977. у Сарајеву, а Високу школу за војносоциолошке и психолошке студије и истраживања 1991. у Београду. Магистрирао је 1991. на Факултету политичких наука у Сарајеву (смјер социологија-психологија), темом Васпитно-образовна делатност као детерминанта односа у друштву. Службовао је у гарнизону Сарајево. Службу у Југословенској народној армији завршио је на дужности помоћника команданта за морално-политичко васпитање у 49. моторизованој бригади ЈНА, у чину мајора. У Војсци Републике Српске је био од дана њеног оснивања до пензионисања, 30. септембра 1998. Био је командант 2. мајевичке лаке пјешадијске бригаде, а потом и 1. мајевичке бригаде, командант тактичке групе "Мајевица", помоћник начелника одјељења за оперативно-наставне послове у команди корпуса и референт у одсјеку за оперативно-наставне послове у штабу команде корпуса. У чин пуковника унапријеђен је 12. маја 1995.
Био је аутор чланака у Војнополитичком информатору, Војном гласнику и Војном дијелу бивше ЈНА. Са групом старјешина из Школског центра аутор је "Приручника за рад резервних војних старјешина нивоа командира водова и чета и команданата батаљона". Написао је "Методику општевојних прописа за питомце војних школа", док је током протеклог рата објављивао чланке на различите теме у часописима "Глас Мајевице", "Штит" и у београдској "Ревији 92". Коаутор је монографије "Прва мајевичка бригада-наш командант Милан Јовић", а припремио је и уредио књигу "Друга мајевичка бригада". Објавио је књигу "Нарамци путоказа са огњишта".
Преминуо је 25. фебруара 2022. у 68. години живота. Сахрањен је у манастиру Тавна.

## Одликовања и признања
- Медаљом за војне заслуге
- Медаљом мајора Милана Тепића[1]